# Jagna
Jagna è una municipalità di quarta classe delle Filippine, situata nella Provincia di Bohol, nella Regione del Visayas Centrale.
Jagna è formata da 33 baranggay:
- Alejawan
- Balili
- Boctol
- Bunga Ilaya
- Bunga Mar
- Buyog
- Cabunga-an
- Calabacita
- Cambugason
- Can-ipol
- Canjulao
- Cantagay
- Cantuyoc
- Can-uba
- Can-upao
- Faraon
- Ipil

- Kinagbaan
- Laca
- Larapan
- Lonoy
- Looc
- Malbog
- Mayana
- Naatang
- Nausok
- Odiong
- Pagina
- Pangdan
- Poblacion (Pondol)
- Tejero
- Tubod Mar
- Tubod Monte